# アルディート (駆逐艦・3代)
アルディート（イタリア語: Ardito, D 550）は、イタリア海軍のアウダーチェ級駆逐艦2番艦。艦名は勇敢、大胆、斬新、独創的を意味するイタリア語に由来する。
同名を冠する軍艦としては、インドミト級駆逐艦4番艦、チクローネ級水雷艇2番艦に続き、3代目となる。

## 艦歴
「アルディート」は、イタルカンティエリのカステッランマーレ・ディ・スタービア造船所で1968年7月19日に起工し、1971年11月27日に進水、1973年12月5日就役。同造船所で建造された軍艦としては最後になる。
1987年から1990年にかけて兵装の改修工事が行なわれ、ターターシステムからスタンダードSM-1MRに、127mm単装砲2番砲を撤去しアルバトロス個艦防空ミサイル・システムの8連装発射機への交換、ヘリコプター格納庫の拡大などの近代化が図られた。
アルディートはフリゲート「F564 ルポ」および補給艦「ストロンボリ」共に第6海軍部隊を編成し、1979年7月18日から1980年2月4日まで世界一周航海を行い33の港に寄港した。日本にも、1979年10月10-13日にかけて神戸港、14-20日にかけて横浜港に寄港している。
1980年6月27日にイタビア航空870便事件発生のため「553 アンドレア・ドーリア」と共にウスティカ島付近にて捜索活動に従事する。
1983年7月2日から1984年2月26日にかけてレバノン内戦に対応してITALCONが編成されてレバノン領海ベイルート沖合いにて合計198日間に渡る警戒任務に従事。その後乗組員は、アレッサンドロ・ペルティーニ共和国大統領の観閲の下でリヴォルノで開催されたフォルゴーレ落下傘旅団のパレードに参加した。
2005年9月28日に退役。